# Lika
Lika – kraina historyczno-geograficzna w południowo-zachodniej Chorwacji.

## Geografia

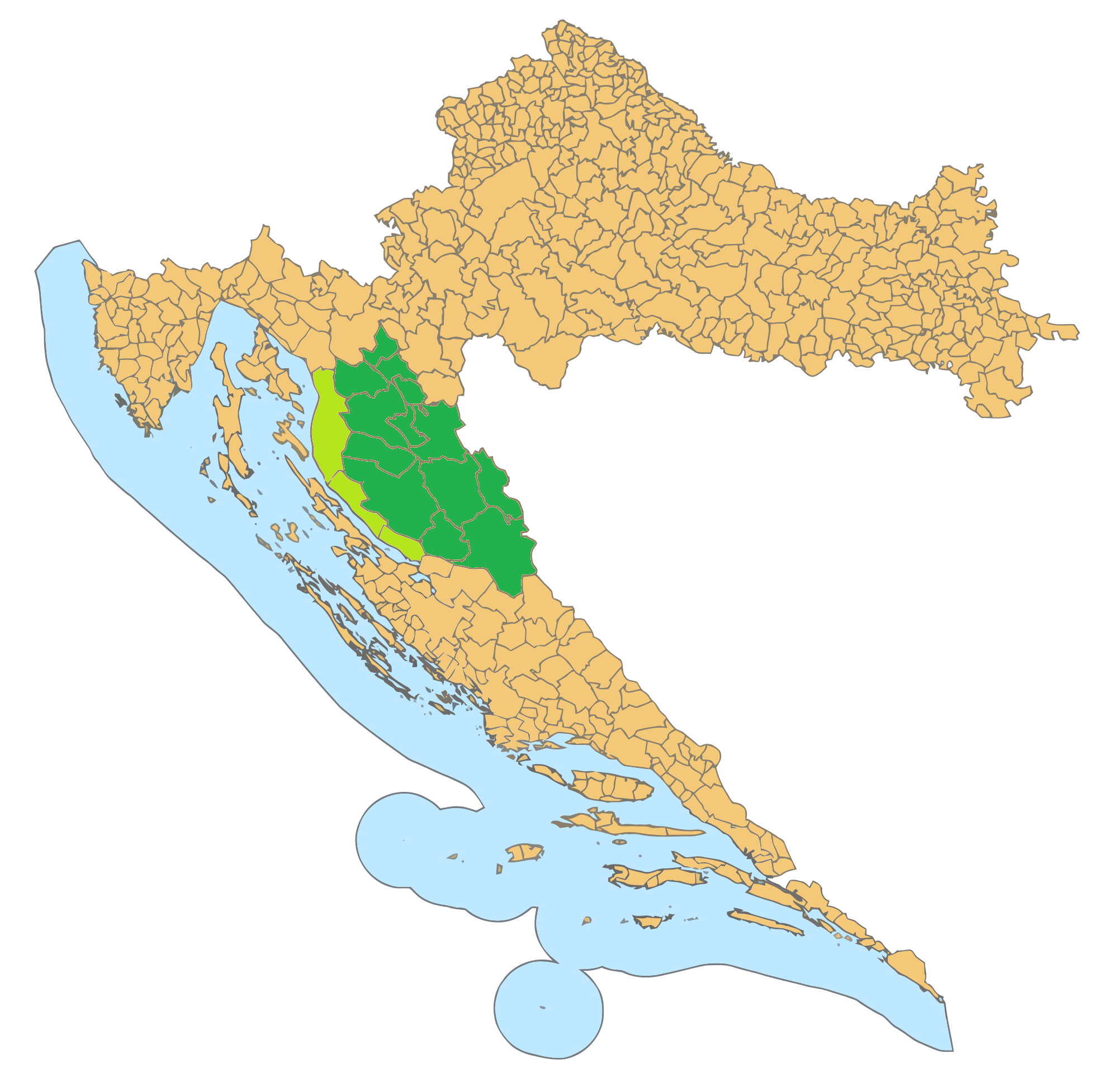
Lika na mapie Chorwacji (kolor ciemnozielony)

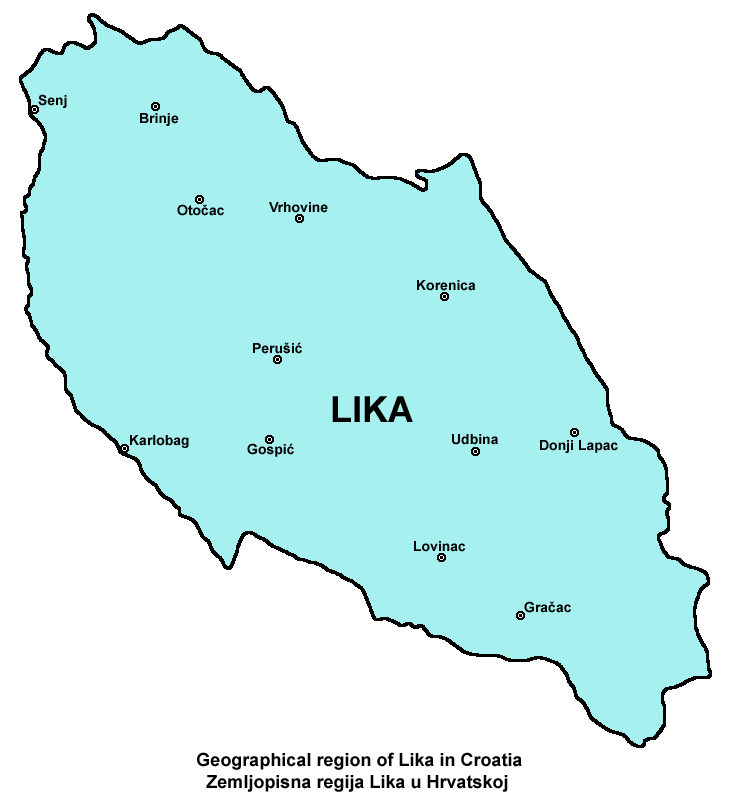

Lika jest położona pomiędzy pasmem górskim Welebit (na zachodzie) a Plješevicą i Kapelą (na wschodzie). Administracyjnie należy do następujących żupanii: licko-seńskiej, szybenicko-knińskiej i zadarskiej.
Większość obszaru Liki zbudowana jest z wapieni i dolomitów. Na wysokości bezwzględnej wahającej się w przedziale 500–700 m n.p.m. znajdują się liczne polja: Ličko, Gacko, Krbavsko, Koreničko i Lapačko. Największe rzeki to Lika i Gacka. W ich dorzeczach utworzono jeziora zaporowe. Jedynymi naturalnymi jeziorami są natomiast Jeziora Plitwickie. Welebit, oddzielający Likę od Morza Adriatyckiego, ma znaczący wpływ na jej klimat. Dominuje tu klimat górski i kontynentalny. Najwięcej opadów notuje się jesienią i wiosną. W zimie opady śniegu są wysokie, a śnieżna pokrywa utrzymuje się przez ponad 70 dni w roku. Najcieplejszym miesiącem jest sierpień (20,7 °C). Wskaźnik lesistości Liki wynosi ok. 45%. Większość lasów porasta wschodnią część Liki.
Znajdują się tu złoża boksytu, gipsu i barytu. Gospodarka oparta jest m.in. na przemyśle chemicznym, drzewnym, metalowym, spożywczym i tekstylnym oraz na turystyce. Uprawia się tu zboża i warzywa oraz hoduje owce i bydło.
Przez Likę przebiega autostrada A1 łącząca Zagrzeb ze Splitem. Drogą komunikującą wnętrze regionu z krajowymi szlakami transportowymi jest trasa Brinje – Žuta Lokva – Otočac – Gospić – Gračac – Knin. Funkcjonuje również linia kolejowa łącząca Likę z Dalmacją.
Najważniejsze miejscowości regionu to Gospić, Otočac, Gračac, Lički Osik, Korenica, Donji Lapac i Perušić.

## Historia
Pierwszymi znanymi mieszkańcami Liki było w czasach starożytnych plemię Japodi, które zostało podbite przez Cesarstwo Rzymskie.
We wczesnym średniowieczu Lika została zasiedlona przez plemiona chorwackie. Powstały żupanie Lika, Gacka i Krbava. W późniejszym okresie utworzono także następujące żupanie: Brinjska, Buška, Hotučka, Lapačka, Nebljuška, Odorjanska i Unska. W 1185 roku utworzono diecezję krbavską z siedzibą w dzisiejszej Udbinie.
Od XIV do połowy XVI wieku lokalną władzę sprawowały rody Bribirskich, Frankapanów, Kurjakoviciów i Mogoroviciów. Obok ludności słowiańskiej Lika była zamieszkiwana także przez ludy o rodowodzie romańskim. Region był celem najazdów osmańskich. W 1493 roku stoczono bitwę na Krbavskim Polu. Nastąpiła masowa migracja miejscowej ludności do innych części Chorwacji, na obszar dzisiejszej Słowenii i na Węgry. Pod panowaniem osmańskim nastąpił podział na zmilitaryzowane muzułmańskie miasta i chrześcijańskie tereny wiejskie.
W wyniku V wojny austriacko-tureckiej kontrolę nad Liką przejęło Cesarstwo Austrii. W 1712 roku Lika stała się częścią administrowanej wojskowo Krajiny (1712). Była obszarem zacofanym gospodarczo. W XVII i XVIII wieku nastąpiła seria buntów ludowych. W tym okresie wyróżnia się 5 głównych miejscowych grup etnicznych: Chorwatów, Gorani, Wołochów, Buniewców i nawróconych chrześcijan. Do XIX wieku nastąpił etniczny podział na Chorwatów i Serbów.

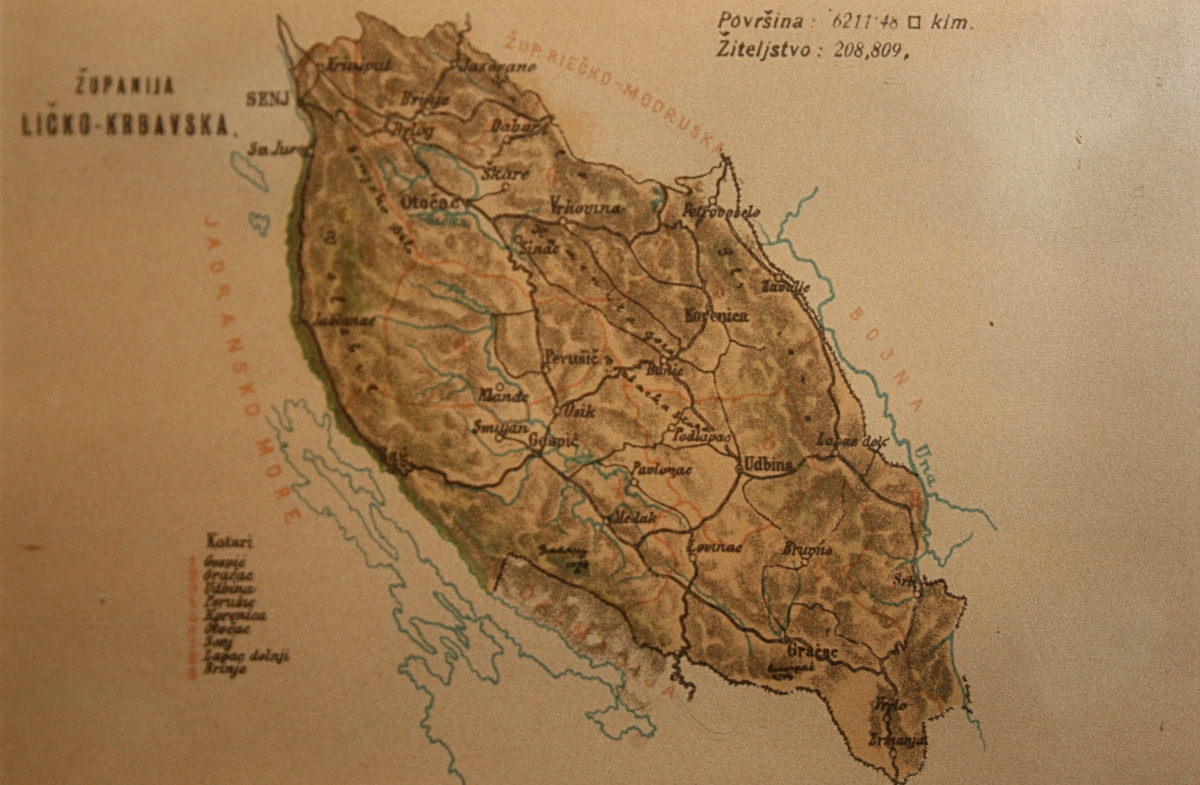
Mapa żupanii licko-krbawskiej

W latach 1809–1813 Lika znalazła się pod panowaniem francuskim, a następnie wróciła pod władzę habsburską. W 1881 roku nastąpiło zjednoczenie Liki z Trójjedynym Królestwem Chorwacji, Slawonii i Dalmacji w związku z jej przejściem pod administrację cywilną. Utworzono komitat Lika-Krbava.
W trakcie II wojny światowej miała miejsce włoska okupacja. Od lipca 1941 roku działał ruch antyfaszystowski, który w wyniku udanego powstania częściowo wyzwolił Likę. Toczyła się również wojna domowa pomiędzy komunistami, ustaszami i czetnikami. Pełne wyzwolenie odbyło się na przełomie marca i kwietnia 1945 roku.
Po zakończeniu wojny ze względu na ciężkie warunki gospodarcze nastąpiło znaczne wyludnienie Liki – z 146 816 mieszkańców w 1953 roku liczba mieszkańców zmalała do 105 331 w 1971 roku. Część miejscowej ludności serbskiej opowiadała się za ideą Wielkiej Serbii. W 1991 roku, w ramach rozpadu Jugosławii, wybuchły walki chorwacko-serbskie. Stronę serbską wspierały siły Jugosłowiańskiej Armii Ludowej. W styczniu 1992 roku doszło do zawieszenia broni i przybycia sił stabilizacyjnych ONZ. Część Liki pozostawała pod serbską kontrolą w latach 1992–1995. W 1993 roku Chorwaci przejęli Gospić, a w sierpniu 1995 roku opanowali całą Likę.

## Galeria zdjęć

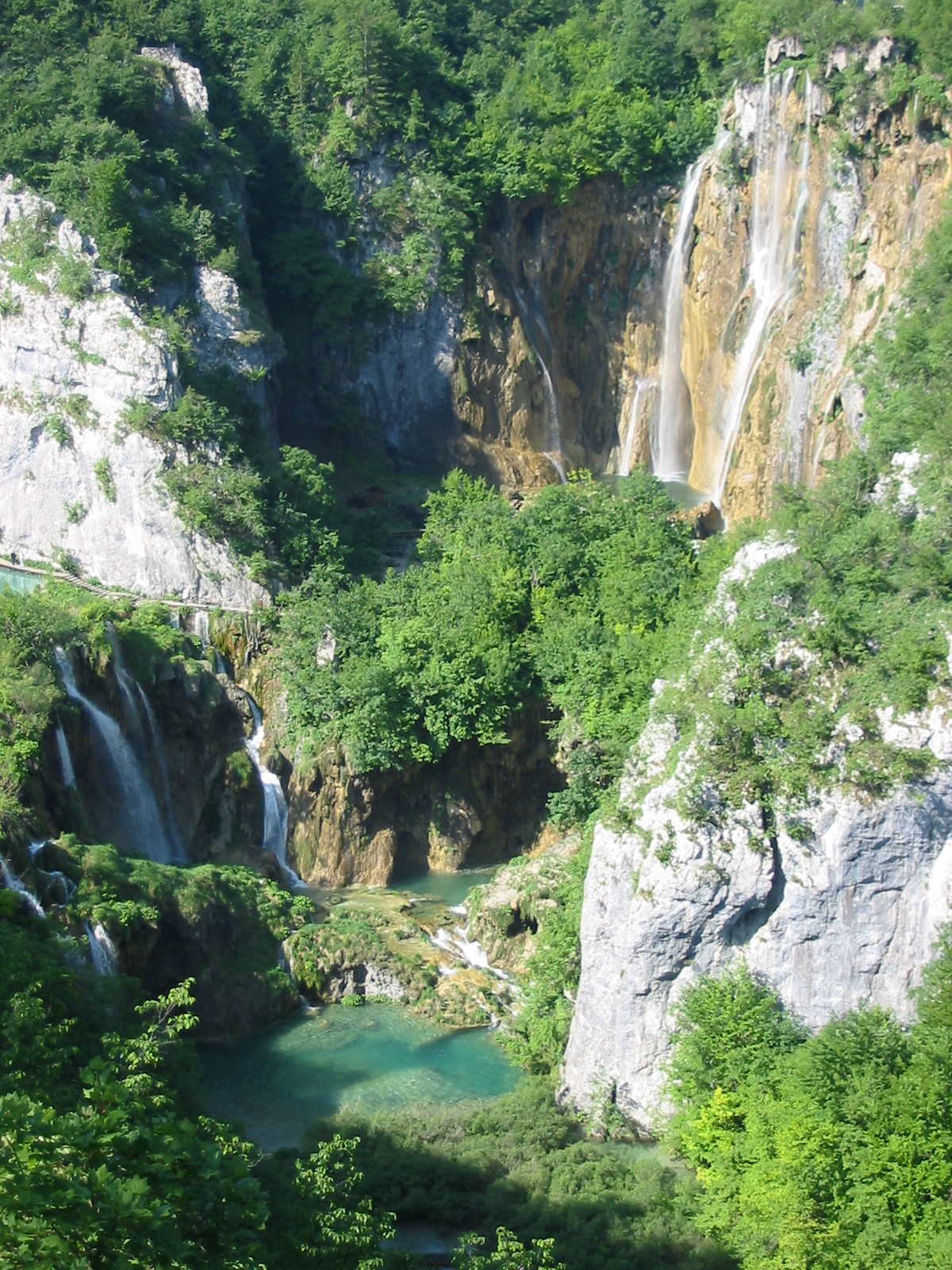
Jeziora Plitwickie
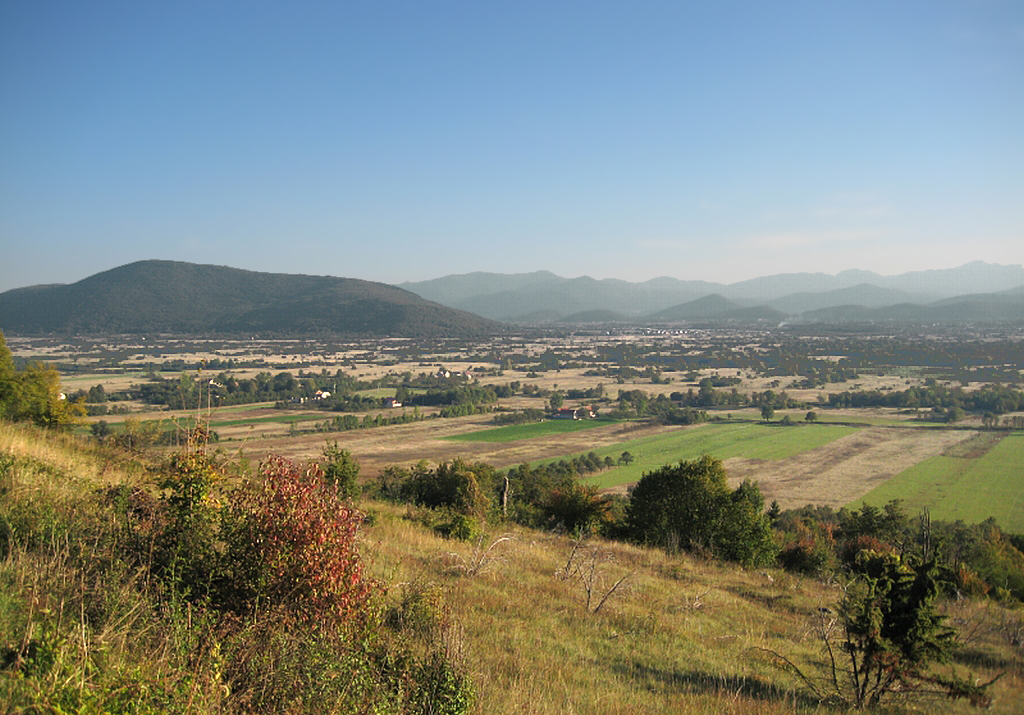
Gacko polje
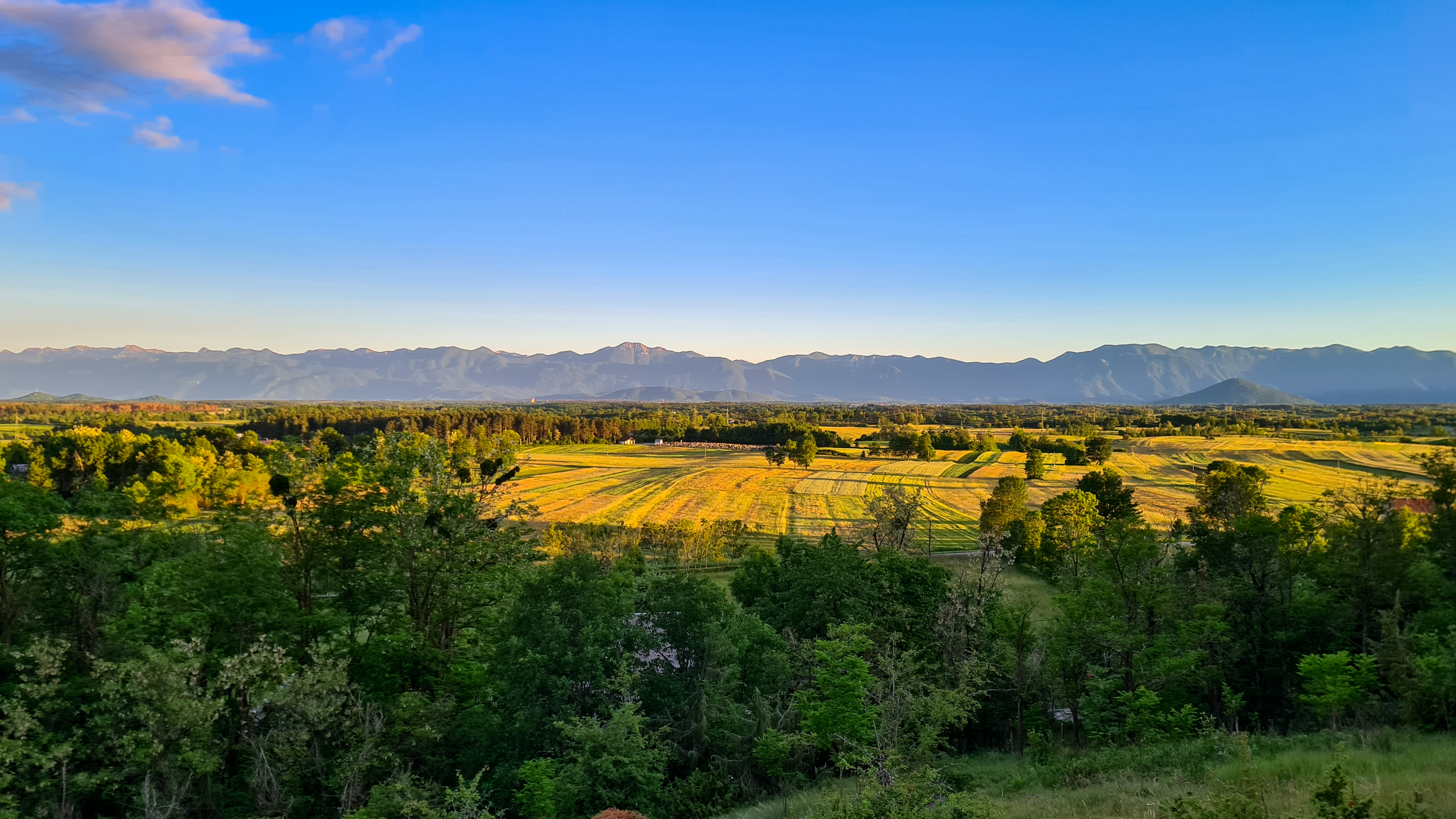
Ličko polje
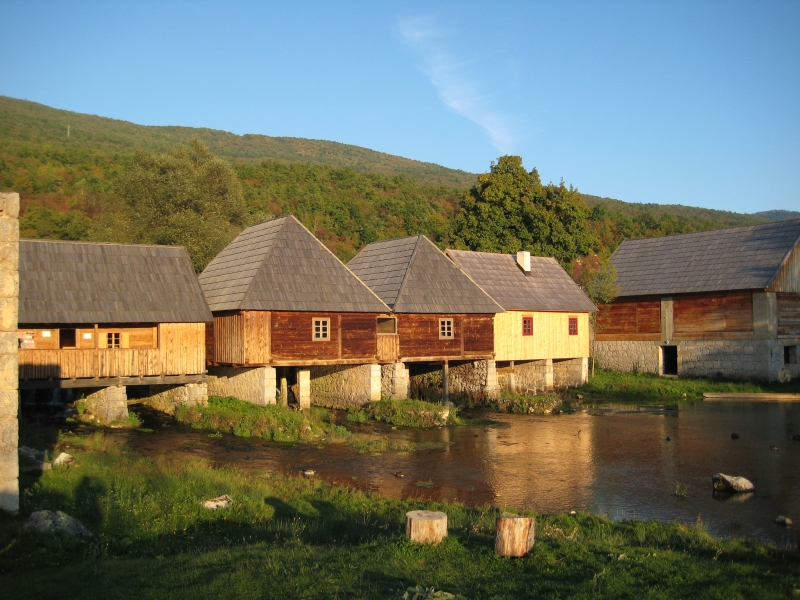
Majerovo vrilo